# Frédéric Worms
Frédéric Worms (1964 ) é um professor de filosofia da Escola Normal Superior de Paris e diretor do Centro Internacional para o estudo da filosofia francesa contemporânea (CIEPFC).
Sua linha de pesquisa está centrada principalmente na história da filosofia contemporânea. É, hoje, o maior especialista na filosofia de Henri Bergson. Escreveu junto com Philip Soulez a biografia autorizada do filósofo: Bergson; Biographie (2002). Dirige, em Paris, uma nova edição crítica da obra do filósofo chamada Le Choc Bergson publicada pela Presses Universitaires de France, coleção "Quadriga”. Escreveu três grandes livros sobre a filosofia bergsoniana: Bergson ou le deux sens de la vie (2004); Introduction à Matiere et Memoire de Bergson (1997); Le Vocabulaire de Bergson (2000), Além de dirigir importantes obras que reúnem trabalhos de vários pesquisadores sobre Bergson como Annales Bergsoniennes (2002); Bachelard et Bergson (2008).
Preside atualmente a Société des amis de Bergson fundada em 2006 com a função de difundir a pesquisa em torno da filosofia de Bergson e do pensamento francês.